# Nesozineus juninensis
Nesozineus juninensis là một loài bọ cánh cứng trong họ Cerambycidae.